# كنانة بن خزيمة
كنانة بن خزيمة بن مدركة، الجد الثالث عشر للنبي محمد. يكنى بأبي النضر. وإليه تُنسب قبيلة كنانة.

## نسبه
- هو : كنانة بن خزيمة بن مدركة بن إلياس بن مضر بن نزار بن معد بن عدنان.[1]
- أمه : عوانة بنت سعد بن قيس عيلان بن مضر بن نزار بن معد بن عدنان،

وقيل ابنة عمها هند بنت عمرو بن قيس عيلان بن مضر بن نزار بن معد بن عدنان.

## زوجاته
تزوج كنانة من:
1. برة بنت مر بن إد بن طابخة أخت تميم فأنجبت له جميع أبنائه ما عدا عبد مناة.[3]
2. هالة بنت سويد بن الغطريف بن امرؤ القيس بن ثعلبة بن مازن بن الأزد أم عبد مناة وقال الطبري قولا آخر أنها: الذفراء فكهة بنت هني بن بلي بن عمرو بن الحاف بن قضاعة.[4]

## أولاده
وأبناء كنانة هم:
| 1. النضر بن كنانة 2. عبد مناة بن كنانة 3. مالك بن كنانة 4. ملكان بن كنانة |

وزاد أبو جعفر الطبري ومن أخذ عنه عليهم:
| 1. الحدال بن كنانة وقيل أنهم كانوا قليلا في اليمن. 2. عمرو بن كنانة وقيل أنهم كانوا قليلا في فلسطين. 3. مجربة بن كنانة وقيل أن بني ساعدة منه قبل دخلوهم في الخزرج. 4. الحارث بن كنانة 5. عامر بن كنانة 6. غنم بن كنانة 7. عوف بن كنانة 8. سعد بن كنانة 9. النضير بن كنانة |

## طالع كذلك
| سبقه خزيمة بن مدركة | نسب النبي محمد | تبعه النضر بن كنانة |